# Parthenium argentatum

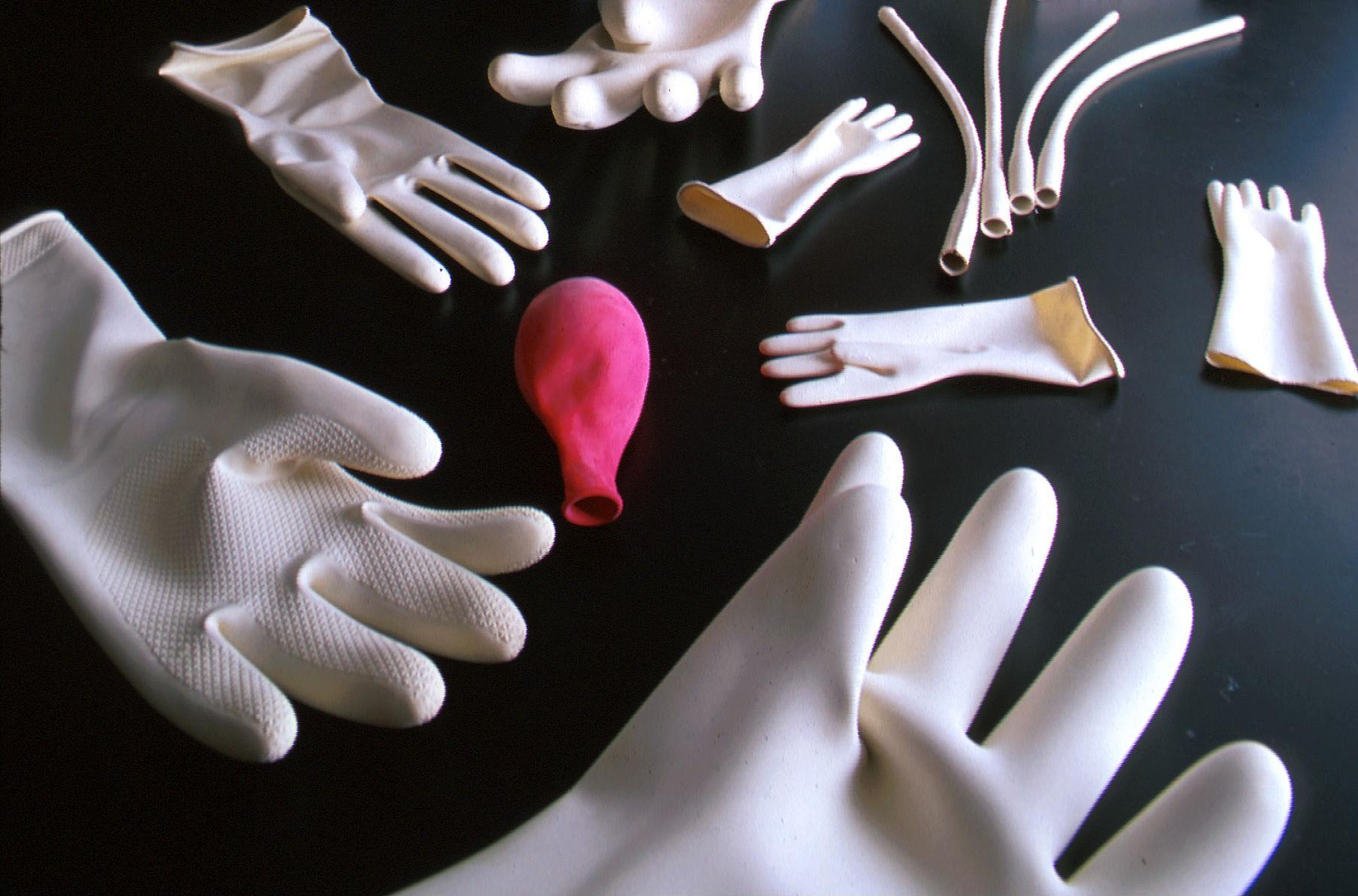
Produkty z guayule

Parthenium argentatum, česky guayule, je pouštní rostlina, která pochází ze Severní Ameriky. Jako přirozený obyvatel pouští nepotřebuje intenzivní zálivku.[zdroj?] Rostlina má vysoký energetický potenciál, což ji dělá velmi zajímavou pro syntézu některých druhů etanolu a syntetického plynu.

## Využití
Guayule je využívána jako surovina v průmyslu, např. při výrobě barev, papíru, mýdla nebo latexu. Latex získaný z guayule je mnohem elastičtější a pevnější než „tradiční latex“ a nevyvolává alergie, používá se ve výzkumu nebo na výrobu lékařského materiálu.